# Castel des Remparts
Le castel des Remparts est une maison située à Villeneuve-sur-Yonne, en France.

## Localisation
La maison est située dans le département français de l'Yonne, sur la commune de Villeneuve-sur-Yonne.

## Historique
Dans les années 1970, le bâtiment servit de centre de formation pour les topographes de la Compagnie Générale de Géophysique (Massy-Palaiseau 91)

L'édifice est inscrit au titre des monuments historiques en 1952.